# Aneuempodialis
Genre
Aneuempodialis est un genre de collemboles de la famille des Bourletiellidae.

## Distribution
Les espèces de ce genre sont endémiques d'Australie.

## Liste des espèces
Selon Checklist of the Collembola of the World (version du 12 août 2019) :
- Aneuempodialis cinereus (Womersley, 1932)
- Aneuempodialis maculatus (Womersley, 1939)

## Publication originale
- Stach, 1955 : A new genus Andiella n. g. from the Andes, and revision of the genera of the tribe Bourletiellini Born. (Collembola). Annales Zoologici Warszawa, vol. 16, p. 51-60.